# 織井青吾
織井 青吾（おりい せいご、本名：浜井隆治、1931年（昭和6年）- ）は広島県出身のノンフィクション作家。

## 経歴
広島市に生まれる。広島高等師範附属中学（現：広島大学附属中学校・高等学校）3年生(14歳)のとき原爆に被災。同校を退学し、修道高等学校を卒業。早稲田大学を中退し、明治大学卒業。以後、シナリオ・詩・評論・小説・ルポルタージュなどを執筆。マツダ（東洋工業）秘書課の嘱託として勤務していたこともある。

## 代表作品
- 『地図のない山―遠賀たんこんもん節』（光風社、1976年）
- 『方城大非常』（朝日新聞社、1979年）
- 『流民の果て―三菱方城炭坑』（大月書店、1980年）
- 『謎の方城炭鉱大爆発』（国土社、1981年）
- 『さよなら・先生』（ポプラ社、1982年）
- 『いつか綿毛の帰り道』（筑摩書房、1987年）
- 『落日の舞―郷土に殉じた戦国・悲運の武将』（木耳社、1990年）
- 『最後の特派員：沖縄に散った新聞記者』（筑摩書房、1991年）
- 『韓国のヒロシマ村・陜川』（社会評論社、2004年）
- 『原子爆弾は語り続ける：ヒロシマ六〇年』（社会評論社、2005年）